# Parampheres boliviensis
Parampheres boliviensis is een hooiwagen uit de familie Gonyleptidae.